# John F. Simmons
John Farr Simmons (* 3. Januar 1892 in Orange, New Jersey; † 1. Januar 1968 in Washington, D.C.) war ein US-amerikanischer Diplomat, der die Vereinigten Staaten als Botschafter in mehreren Ländern vertrat.

## Leben
John Simmons begann seine diplomatische Laufbahn im Jahr 1940 als Generalkonsul der Vereinigten Staaten in Kanadas Hauptstadt Ottawa. 1943 wechselte er in gleicher Funktion nach Brasilien in das Konsulat in Rio de Janeiro. 1944 wurde er von US-Präsident Franklin D. Roosevelt als Botschafter der Vereinigten Staaten in El Salvador nominiert, wo er nach seiner Bestätigung durch den US-Senat im folgenden Jahr bis 1947 blieb. Im unmittelbaren Anschluss übernahm er das Amt des Botschafters in Ecuador, das er bis 1950 ausübte.
US-Präsident Harry S. Truman ernannte Simmons am 21. Juli 1950 zum Chief of Protocol of the United States. Damit fungierte er als Protokollchef des Außenministeriums im Rang eines Botschafters. Nach dem Sieg von Dwight D. Eisenhower bei der Präsidentschaftswahl 1952 beließ dieser John Simmons auf seinem Posten. In seiner bis 1957 dauernden Amtszeit koordinierte er die Besuche zahlreicher prominenter Persönlichkeiten in den Vereinigten Staaten, darunter der britische Premierminister Winston Churchill, die spätere britische Königin Elisabeth II. und der Präsident von Frankreich, Vincent Auriol.
John Simmons verstarb am 1. Januar 1968, zwei Tage vor seinem 76. Geburtstag, in der Bundeshauptstadt Washington und wurde auf dem dortigen Oak Hill Cemetery bestattet. Seine Ehefrau Caroline, mit der er seit 1936 verheiratet war, überlebte ihn um 36 Jahre.